# 藤沢市指定文化財一覧
藤沢市指定文化財一覧（ふじさわししていぶんかざいいちらん）は、神奈川県藤沢市指定の文化財や史跡等を一覧形式でまとめたものであるが、全てを掲載しているわけではない。

## 建造物

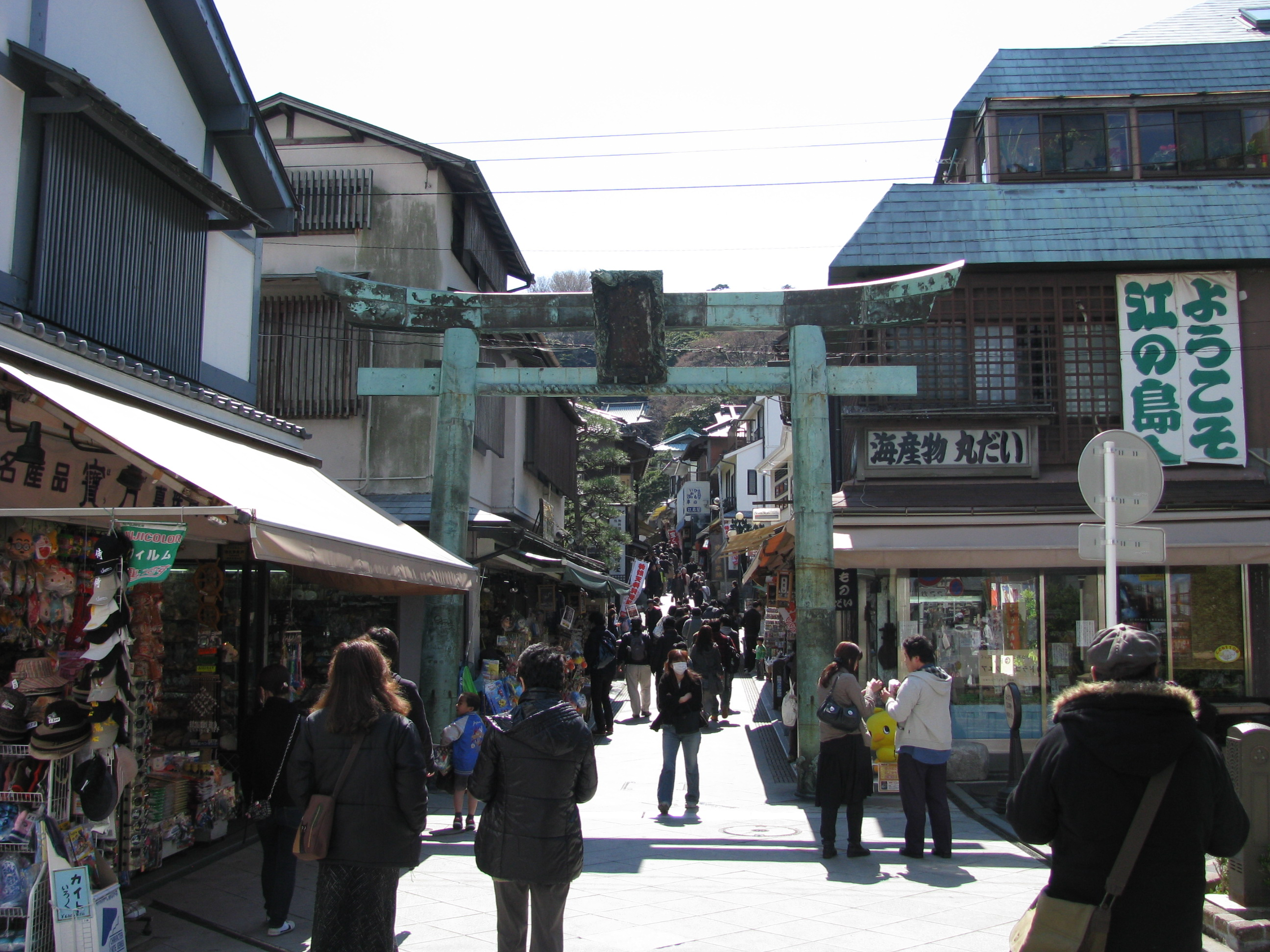
青銅鳥居〔藤沢市江の島〕

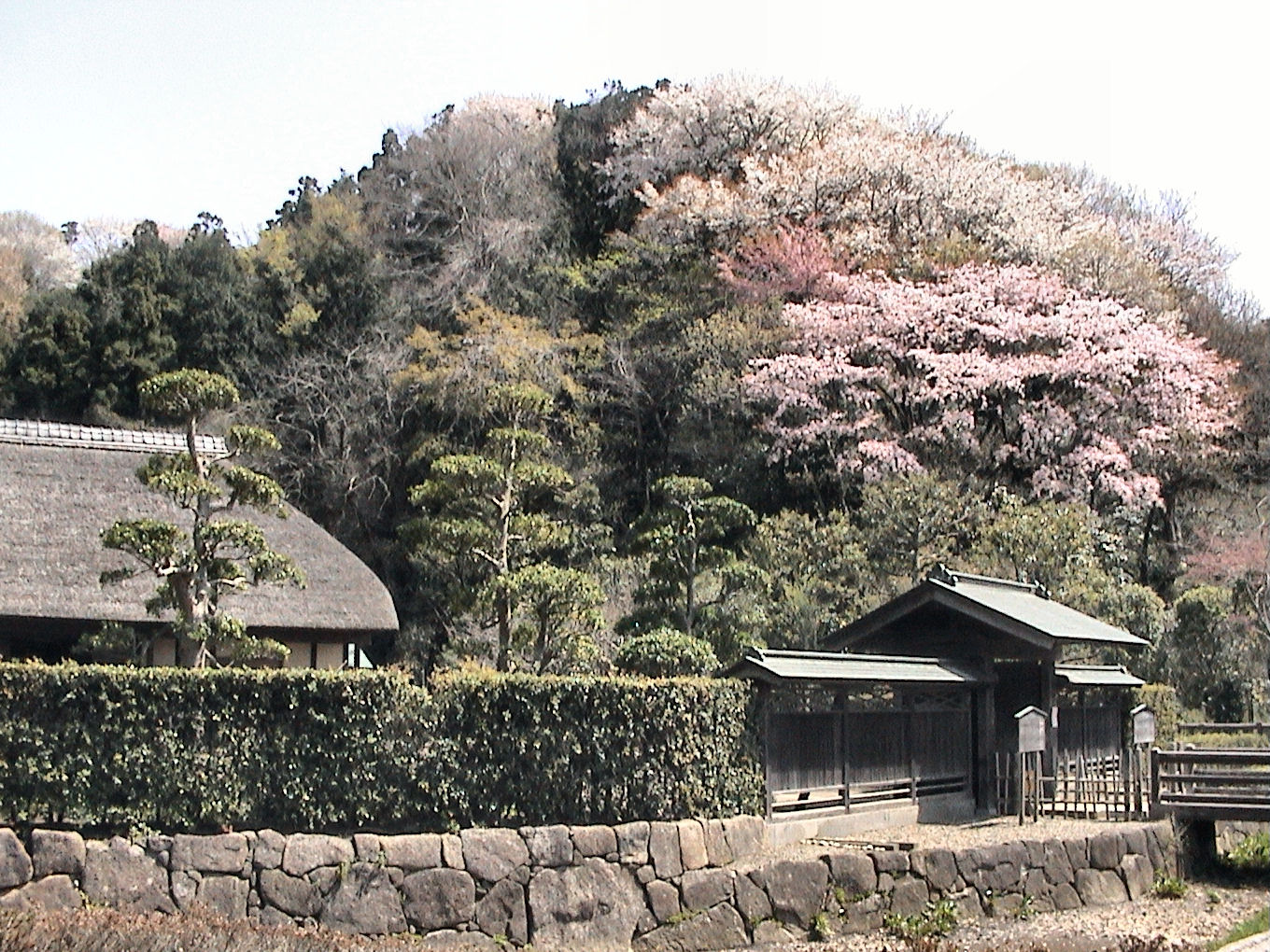
小池邸

- 江の島弁財天道標〔藤沢市朝日町〕 1966年1月17日指定
- 時宗板碑〔藤沢市西富〕 1966年1月17日指定 ※長生院所有
- 寛永19年石燈籠〔藤沢市長後〕 1977年4月13日指定 ※天満宮所有
- 青銅鳥居〔藤沢市江の島〕 1997年2月12日指定 ※江島神社所有
- 旧小池邸〔藤沢市川名〕 1999年2月12日指定
- 旧福原家長屋門〔藤沢市川名〕 2006年5月24日指定

## 絵画
- 八方睨みの亀の絵〔藤沢市江の島〕 1971年7月5日指定 ※江島神社所有
- 江嶋縁起〔藤沢市朝日町〕 1984年3月26日指定 ※藤沢市文書館所有
- 絹本著色二祖他阿真教像〔藤沢市西富〕 1996年3月1日指定 ※清浄光寺所有
- 絹本著色太空上人像〔藤沢市西富〕 1998年2月12日指定 ※清浄光寺所有

## 彫刻
- 石造閻魔大王像〔藤沢市西俣野〕 1966年1月17日指定 ※花応院所有
- 木造十一面観世音菩薩立像〔藤沢市渡内〕 1989年12月15日指定 ※慈眼寺所有
- 木造阿弥陀如来坐像〔藤沢市西富〕 1996年3月1日指定 ※長生院所有
- 木造虚空蔵菩薩立像〔藤沢市川名〕 1997年2月12日指定 ※神光寺所有
- 木造聖観音坐像〔藤沢市渡内〕 1998年2月12日指定 ※二伝寺所有
- 木造阿弥陀如来立像〔藤沢市本町〕 1998年2月12日指定 ※常光寺所有

## 工芸品
- 御霊神社の梵鐘〔藤沢市羽鳥〕 1966年1月17日指定
- 遠藤宝泉寺〔藤沢市遠藤〕 1978年12月15日指定
- 旧江島寺梵鐘〔藤沢市渡内〕 1998年2月12日指定 ※慈眼寺所有

## 書跡
- 真名本 江嶋縁起〔藤沢市江の島〕 1984年3月26日指定 ※江島神社所有

## 典籍
- 増壹阿含経 巻第三十六〔藤沢市西富〕 1996年3月1日指定 ※清浄光寺所有
- 聖徳太子伝暦〔藤沢市西富〕 1998年2月12日指定 ※清浄光寺所有

## 古文書
- 森文書〔藤沢市朝日町〕 1984年3月26日指定

## 考古資料
- 南鍛冶山遺跡出土人面墨書土器〔藤沢市朝日町〕 1996年3月1日指定
- 金銅装単鳳環頭大刀 2014年10月1日指定[1]
- 「土甘」銘刻書土師器  2014年10月1日指定[1]

## 歴史資料
- 相中留恩記略と関連史料67点〔藤沢市朝日町〕 2000年7月7日指定 ※藤沢市文書館所有

## 有形民俗文化財
- 群猿奉賽像の庚申供養塔〔藤沢市江の島〕 1963年3月25日指定 ※江島神社所有
- 猿田彦大神石廟〔藤沢市西俣野〕 1965年5月31日指定 ※御獄大神所有
- 万治2年庚申供養塔〔藤沢市遠藤〕 1977年4月13日指定 ※遠藤御獄大神所有
- 明暦2年庚申供養塔〔藤沢市遠藤〕 1977年4月13日指定 ※遠藤御獄大神所有
- 八臂青面金剛像庚申供養塔〔藤沢市下土棚〕 1977年4月13日指定
- 寛文12年庚申供養塔〔藤沢市大庭〕 1977年4月13日指定
- 寛文7年庚申供養塔〔藤沢市羽鳥〕 1977年4月13日指定 ※羽鳥御霊神社所有
- 寛文10年庚申供養塔〔藤沢市城南〕 1977年4月13日指定 ※稲荷神社所有
- 寛文13年庚申供養塔〔藤沢市藤沢〕 1977年4月13日指定 ※遊行通り4丁目町内会所有
- 承応2年庚申供養塔〔藤沢市藤沢〕 1977年4月13日指定 ※白旗神社所有
- 寛文5年庚申供養塔〔藤沢市藤沢〕 1977年4月13日指定 ※白旗神社所有
- 万治2年庚申供養塔〔藤沢市本町〕 1977年4月13日指定 ※常光寺所有
- 寛文9年庚申供養塔〔藤沢市本町〕 1977年4月13日指定 ※常光寺所有
- 寛文4年庚申供養塔〔藤沢市村岡東〕 1977年4月13日指定
- 寛文6年庚申供養塔〔藤沢市辻堂元町〕 1977年4月13日指定 ※宝珠寺所有
- 寛文庚申供養塔〔藤沢市片瀬〕 1977年4月13日指定
- 木造青面金剛及び両脇侍立像〔藤沢市藤沢〕 1984年3月26日指定 ※遊行通り4丁目町内会所有
- 皇大神宮人形山車9台〔藤沢市鵠沼神明〕 1988年12月16日指定 ※鵠沼皇大神宮人形山車連合保存会所有
- 元禄2年庚申供養塔〔藤沢市菖蒲沢〕 1992年2月1日指定
- 応永26年板碑1基〔藤沢市打戻〕 1992年2月1日指定
- 貞享3年石造狛犬一対〔藤沢市長後〕 1992年2月1日指定 ※天満宮所有
- 辻堂諏訪神社人形山車4台〔藤沢市辻堂元町〕 1993年11月1日指定 ※辻堂諏訪神社人形山車保存連合会所有

## 無形民俗文化財
- 西富ばやし〔西富町ばやし保存会〕 1970年11月21日指定
- 川名屋台ばやし〔川名屋台ばやし保存会〕 1976年4月15日指定
- 藤沢とび職木遣(含梯子のり、纏ふり)〔藤沢とび職組合連合会木遣保存会〕 1976年4月15日指定
- 片瀬餅つき唄〔片瀬餅つき唄保存会〕 1976年4月15日指定
- 湯立神楽〔藤沢湯立神楽保存会〕 1996年3月1日指定
- 下土棚祭ばやし〔下土棚白山神社獅子舞保存会〕 2000年7月7日指定

## 史跡

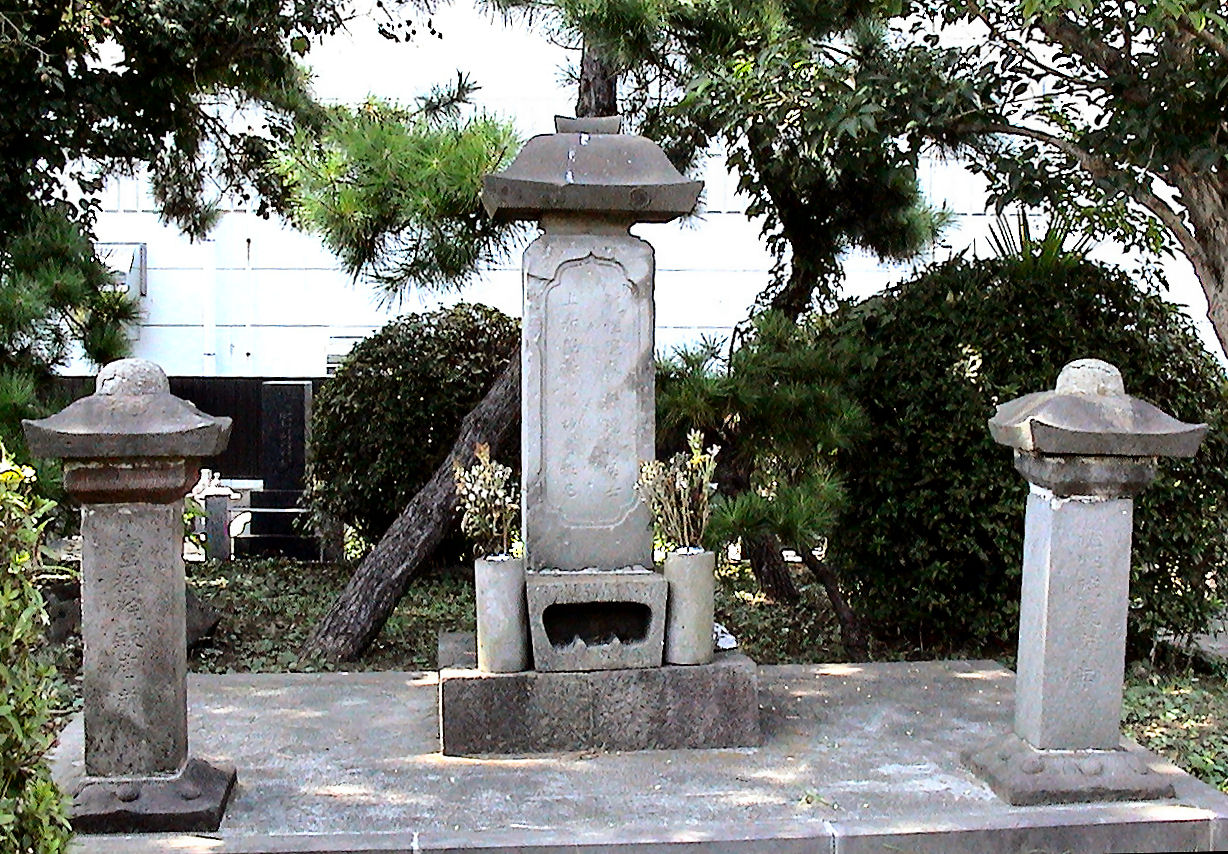
大橋重政墓所

- 杉山和一の墓〔藤沢市江の島〕 1963年3月25日指定 ※西浦霊園管理委員会
- 大橋重政の墓〔藤沢市鵠沼神明〕 1965年5月31日指定 ※空乗寺
- 耕余塾の跡〔藤沢市羽鳥〕 1969年2月8日指定
- 西富貝塚〔藤沢市西富〕 1976年4月15日指定 ※清浄光寺
- 神光寺横穴古墳（横穴墓）群〔藤沢市川名〕 1977年4月13日指定
- 浄土院筆子塚群5基〔藤沢市菖蒲沢〕 1992年2月1日指定
- 善然寺筆子塚群5基〔藤沢市下土棚〕 1992年2月1日指定

## 天然記念物
- 混生樹(寄り木)〔藤沢市渡内〕 1969年2月8日指定 ※慈眼寺
- ツカミヒイラギ〔藤沢市江の島〕 1971年7月5日指定 ※サムエル・コッキング苑
- クックアロウカリア〔藤沢市江の島〕 1971年7月5日指定 ※サムエル・コッキング苑
- シマナンヨウスギ〔藤沢市江の島〕 1971年7月5日指定 ※サムエル・コッキング苑
- タイミンチク群〔藤沢市江の島〕 1971年7月5日指定 ※サムエル・コッキング苑
- 大イチョウ〔藤沢市西富〕 1971年7月5日指定 ※清浄光寺
- 臺谷戸稲荷の森〔藤沢市大庭〕 1973年3月7日指定
- 常光寺の樹林〔藤沢市本町〕 1976年4月15日指定